# Patrick Conty
Pour les articles homonymes, voir Conty (homonymie).
Patrick Conty, né le 13 décembre 1937 à Berlin, est un artiste et théoricien. Depuis plus de trente ans ses recherches théoriques sur le labyrinthe s'inscrivent dans son parcours de praticien.

## Biographie
Patrick Conty est né le 13 décembre 1937 à Berlin de parents français. Fils d'ambassadeur, il étudie sous Busse et Gillet à l'Académie de la Grande Chaumière à Paris. Il quitte la capitale française pour vivre d'abord en Suède (1962 à 1964) puis, à partir de 1967, aux États-Unis.

## Publications
- La Géométrie du labyrinthe, Albin Michel, Paris, 1996   (ISBN 978-222608667-9)
- The Genesis and Geometry of the Labyrinth, Inner Traditions, USA, 2002  (ISBN 089281922-7)